# 브라이언 바움가트너

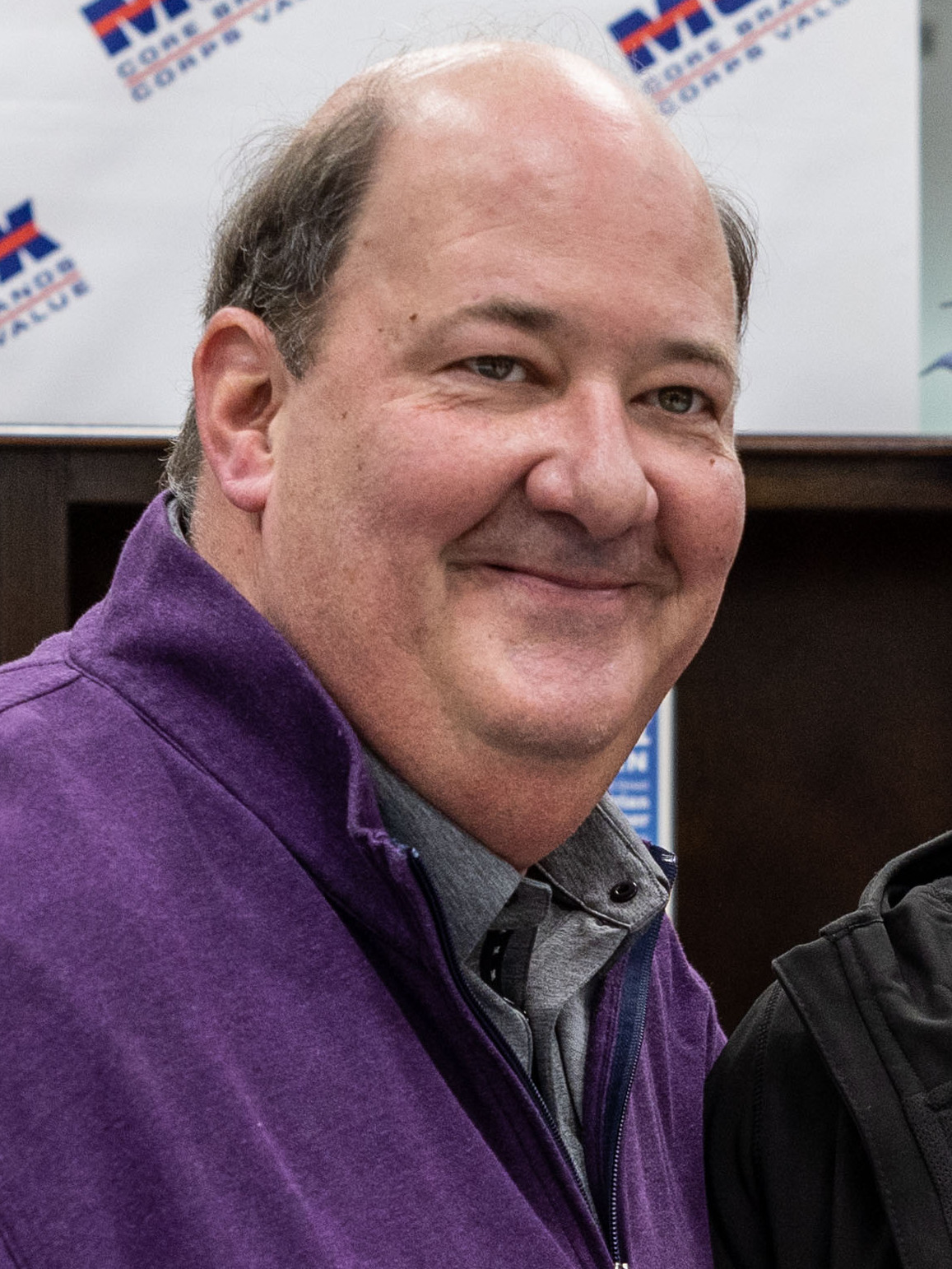

브라이언 바움가트너(Brian Baumgartner, 1972년 11월 29일 ~ )는 미국의 연극 배우, 영화배우, 텔레비전 배우, 영화 프로듀서이다.
애틀랜타에서 태어났다.

## 방송
- The office 시즌9
- The office 시즌8
- The office 시즌7
- The office 시즌6
- The office 시즌5

## 영화
- 원 라스트 나이트 (2018년)
- 미스터 락스타 (2016년)
- 더 오피스 9 (2012년)
- 쥬피터 스타쉽 (2012년) - 밥 역
- 리오 (2011년)
- 인투 템테이션 (2009년)
- 4번의 크리스마스 (2008년)
- 결혼 면허 따기 (2007년)
- 더 오피스 1 (2005년) - 케빈 역